# Le Groupe Coscient
Pour les articles homonymes, voir Le Groupe.
 (juin 2014).
Si vous disposez d'ouvrages ou d'articles de référence ou si vous connaissez des sites web de qualité traitant du thème abordé ici, merci de compléter l'article en donnant les références utiles à sa vérifiabilité et en les liant à la section « Notes et références ».
Le Groupe Coscient est un groupe de médias québécois, fondé par André Larin en 1956.
En 1972, elle débute à la production et à la distribution de films et émissions de télévision. Elle acquiert SDA Productions en 1994, consacré à la jeunesse, et Allegro Films en 1995. En parallèle, Coscient produit aussi ses émissions. 
En juin 1999, le Groupe Coscient s'intègre à Motion International, un groupe canadien de distribution de films. 

## Personnes ressources
- André Larin : président, producteur exécutif
- Laurent Gaudreau : vice-président, producteur exécutif
- Richard Laferrière : administrateur, producteur exécutif